# オランプ・ド・グージュ

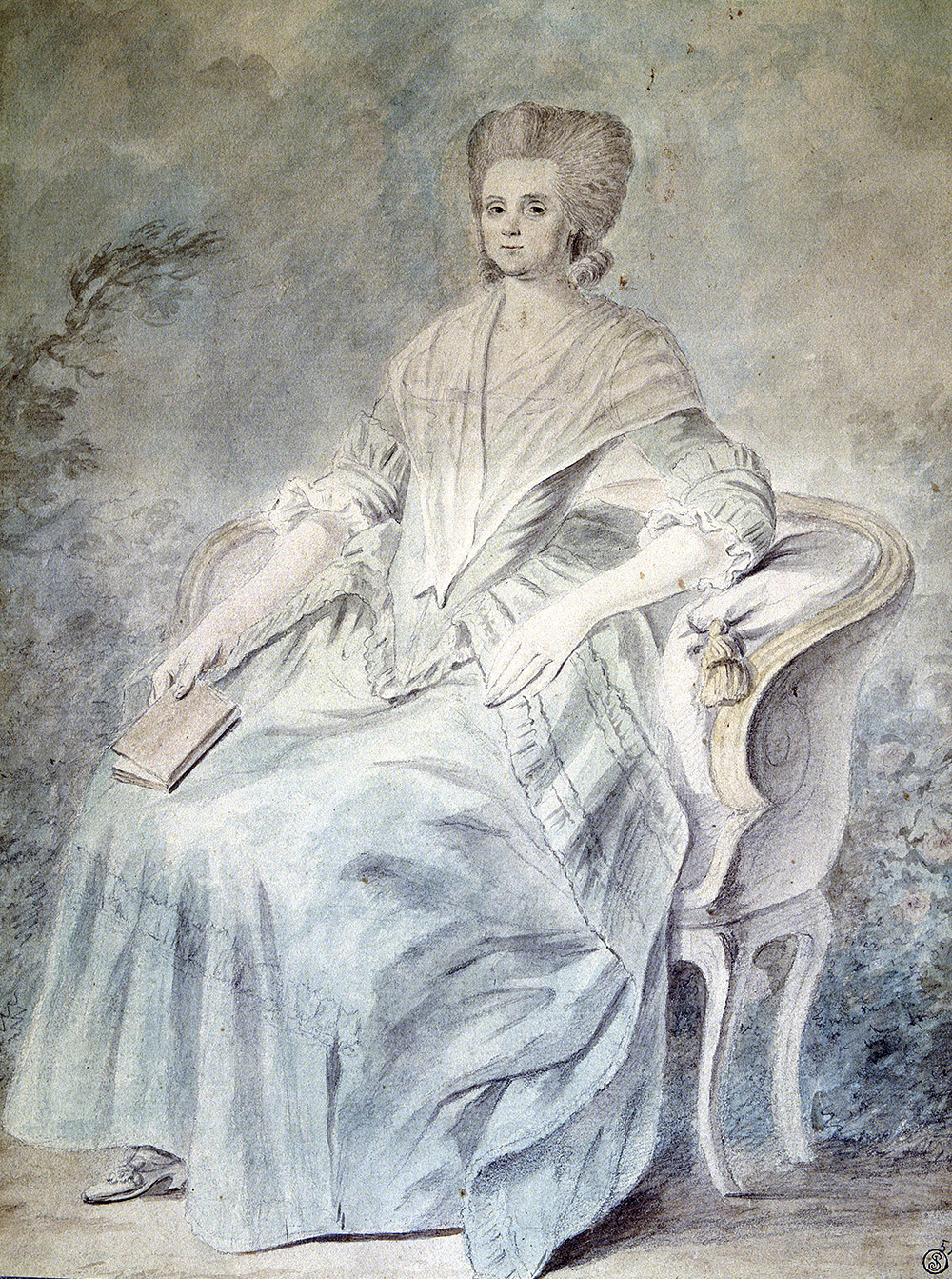
オランプ・ド・グージュ

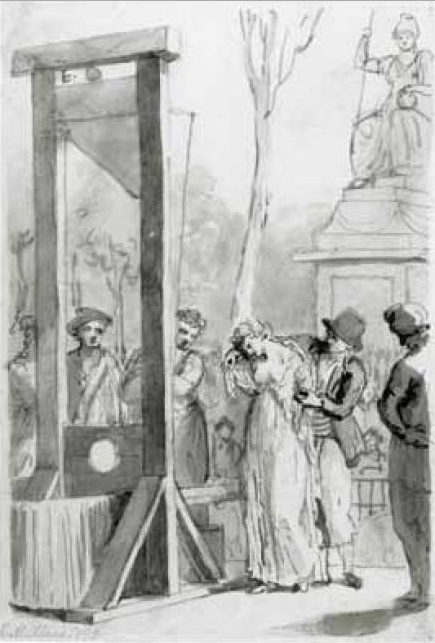
オランプ・ド・グージュの処刑

オランプ・ド・グージュ（仏: Olympe de Gouges、1748年5月7日 - 1793年11月3日）は、フランスの劇作家、女優で、フェミニズム運動の世界的な先駆者である。本名はマリー・グーズ（仏 : Marie Gouze）で、オランプ・ド・グージュはペンネーム。
フランス革命においてはすべての女権論者は過激論者と見なされたが、彼女はその他の主張では政治思想的には穏健で、立憲君主主義者であったと見なされている。フランス革命における女性の権利の不在を糾弾し、共和主義者に近い立場を取りつつもルイ16世の処刑に反対した。

## 生涯
タルヌ＝エ＝ガロンヌ県モントーバンの近郊で、肉屋の父ピエール・グーズと、安物の装身具の行商人の母アンヌ・オランフ・ムイセとの間に生まれる。 本人はある貴族の落とし子であると信じていたが、本当のところは分かっていない。1765年17歳でモントバーンの行政監督官の料理人オーブリと結婚し、ほどなく息子をもうけたが、夫には先立たれた。彼女は自身が平民であることに不満を覚えており、上流階級へ強い憧れを抱いていた。そして夫の姓を名乗るのを嫌って母の名とグーズ、そして夫の仕えていたグールグの名前を混ぜ合わせて、オランプ・ド・グージュと名乗り、パリへ移住した。
パリへ行くとオランプは上流社会へ入り込もうと画策し、その手段として金持ちの商人の妾となることを選んだ。モンテッソン侯爵夫人など、貴族の女性たちが開くサロンによく顔を出し、ジャック・ピエール・ブリッソーやニコラ・ド・コンドルセといった政治家や作家、フリーメイソンのメンバーなどと交流した。その美貌から、何人もの男たちと暮らし、資金的援助を得ていた。彼女は1788年には8万リーブルの財を成したが、年齢的な限界を感じると、文筆活動へと転向した。オランプは自身の署名すらおぼつかなかったため、執筆は全て口述筆記によるものであったが、分野は戯曲、小説、政治的パンフレットと多岐に渡り、非常に多産であった。黒人奴隷制度を扱った1788年の『ザモールとミルザ』は、何度も検閲や上演妨害が行なわれた。

## 女権運動家として
フランス革命勃発後は、オランダで始まった女権運動に刺激を受けて、フランスでも女権運動を開始して、女性新聞を創刊し、愛国募金運動、 女性のための第二国営劇場の建設などを計画した。そしてフランス語では人間を意味する言葉は同時に男性を意味するため（仏 : homme）、『人間と市民の権利の宣言（人権宣言）』の中の「人間」には女性が含まれていないと考えて抗議運動を始める。1791年憲法では実際に女性の権利は無視されていたことから、9月14日（9月5日）に自ら17条から成る『女性および女性市民の権利宣言（女権宣言、英 : Declaration of the Rights of Woman and of the Female Citizen）』を書いて発表した。オランプは積極的に演説活動を行い、記事を書き、愛国を謳った劇も書いた。彼女は公然とロベスピエールやマラーを批判しジロンド派を支持し、急進派の山岳派ながら"寛容派"のダントンを賞賛した。
1792年12月15日、オランプはルイ・カペー（前ルイ16世）の裁判に先立ち、元国王の弁護をしたいと国民公会に申し出たが却下された。これが原因で彼女は王党派と疑われ、家には人が押し掛けて脅迫を受けた。また女権伸張論を快く思わない革命派は彼女の行動を取り上げて嘲笑を浴びせたが、彼女は問題にしなかった。
1793年7月20日、オランプはロベスピエールらを批判するポスターを貼る準備の最中に、反革命の容疑で逮捕された。共和制、連邦制、立憲君主制のどの政権を選ぶか住民投票にすべきと呼び掛ける本を著したことによって反革命的と見なされた。11月3日に裁判が行われたが弁護士が出席せず、代わりの弁護士を付けることを願い出たが却下され、オランプ自身が自身の弁護を行った。彼女は無罪を確信していたが、扇動的な態度や王政復古を企てたとして有罪の判決が下り、同日午後4時に処刑された。

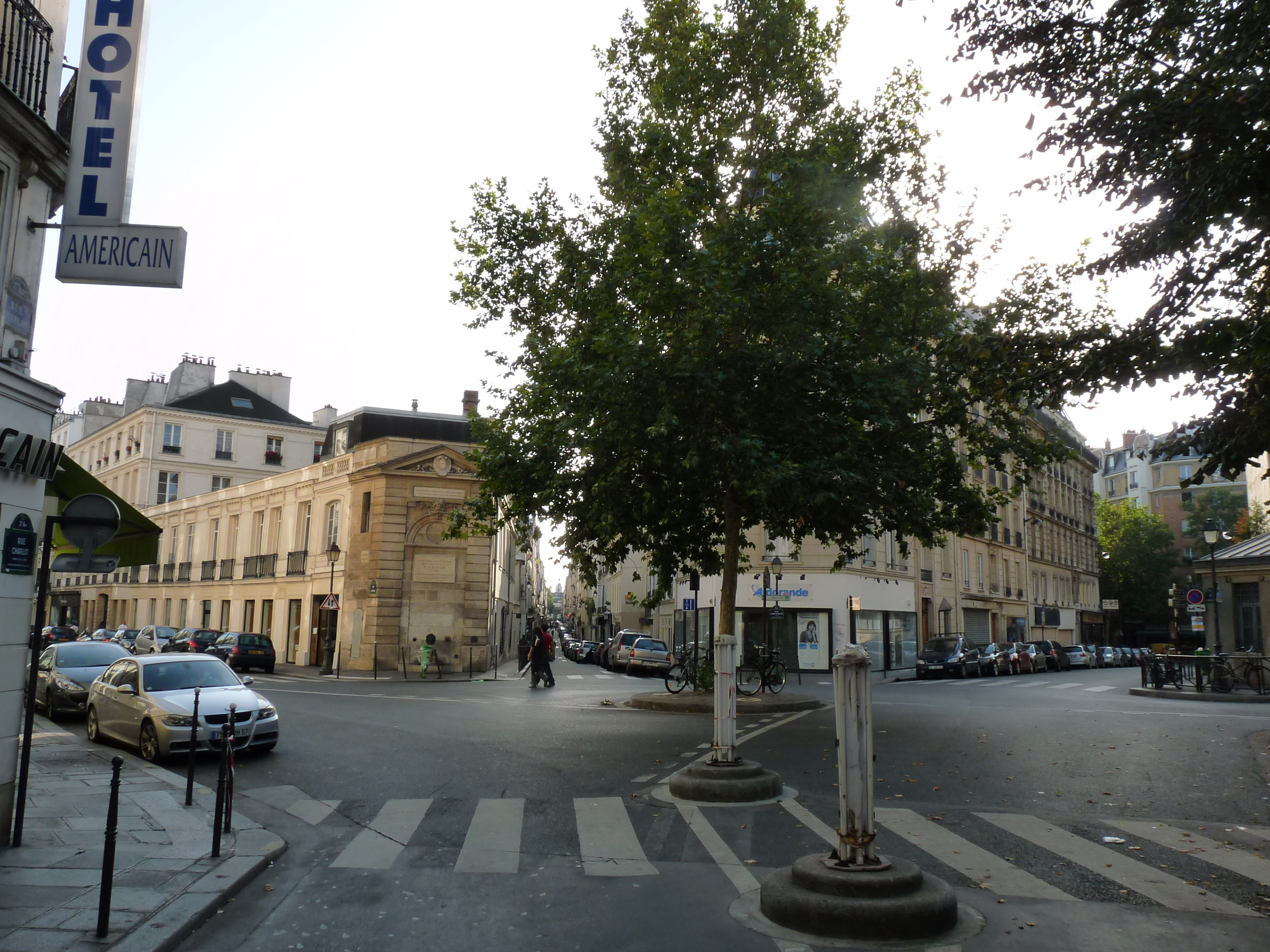
オランプ・ド・グージュ広場

## 死後
2003年、オランプを記念して、パリ3区に「オランプ広場」が設置された。